# Free Birds
Free Birds (bra: Bons de Bico; prt: A Revolta dos Perus) foi produzido pelo estúdio ReelFX Animation Studios e distribuído pela Relativity Media, lançado nos Estados Unidos em 1º de novembro de 2013, no Brasil, em 8 de novembro de 2013, e em Portugal, em 12 de dezembro de 2013. Jimmy Hayward dirige o filme que contém Owen Wilson, Woody Harrelson e Amy Poehler como os principais dubladores.

## Elenco
- Owen Wilson como Reggie[6]
- Woody Harrelson como Jake[6]
- Amy Poehler como Jenny[6]
- Dan Fogler como Governador Bradford[6]
- Lesley Nicol como Pilgrim[6]
- George Takei como S.T.E.V.E.[6]
- Colm Meaney como Myles Standish[6]
- Keith David como Chief Broadbeak[6]